# Ковдор
Ковдо́р (от саам. «змея») — город в Мурманской области России, административный центр Ковдорского района (муниципального округа).

## География
Ковдор — самый западный город региона, расположенный на берегу озера Ковдоро.

### Климат
Преобладает континентальный климат. Зимы морозные и продолжительные. Лето короткое и прохладное.
Среднегодовое количество осадков — 609 мм.
| Показатель              | Янв.  | Фев.  | Март | Апр. | Май | Июнь | Июль | Авг. | Сен. | Окт. | Нояб. | Дек. | Год |
| ----------------------- | ----- | ----- | ---- | ---- | --- | ---- | ---- | ---- | ---- | ---- | ----- | ---- | --- |
| Средняя температура, °C | −11,3 | −10,9 | −6,5 | −0,9 | 5,0 | 11,0 | 14,3 | 11,8 | 6,8  | 0,2  | −5,3  | −8,4 | 0,5 |
| Норма осадков, мм       | 41    | 33    | 35   | 36   | 49  | 68   | 84   | 68   | 56   | 57   | 40    | 42   | 609 |
| Источник: ,             |       |       |      |      |     |      |      |      |      |      |       |      |     |

## История
В 1933 году в районе нынешнего города Ковдора Константином Кошицем, главой отряда Ленинградского геологического треста, было открыто месторождение железной руды. Промышленная добыча слюды началась уже в 1934 году. Строительство железнодорожной ветки Пинозеро—Ковдор завершилось к июню 1941 года. Геологические исследования Ковдорского железорудного месторождения, прерванные Великой Отечественной войной, возобновились сразу же после её окончания.
С 1 июня 1953 началось строительство горно-обогатительного комбината и будущего города. Эта дата вошла в историю как день основания Ковдора.
В 1956 году этот населённый пункт был преобразован в посёлок городского типа (рабочий посёлок), а 20 сентября 1965 года Ковдор получил статус города.

## Население
| \| 1959[4] \| 1970[5] \| 1979[6] \| 1989[7] \| 1996[8] \| 1998[8] \| 2000[8] \| 2001[8] \| 2002[9] \| \| -------- \| -------- \| -------- \| -------- \| -------- \| -------- \| -------- \| -------- \| -------- \| \| 5358 \| ↗12 387 \| ↗23 211 \| ↗30 478 \| ↘24 900 \| ↘24 100 \| ↘23 800 \| ↘23 600 \| ↘20 867 \| \| 2005[8] \| 2006[8] \| 2007[8] \| 2008[8] \| 2009[10] \| 2010[11] \| 2011[12] \| 2012[13] \| 2013[14] \| \| ↘20 300 \| ↘19 900 \| ↘19 700 \| ↘19 400 \| ↘19 116 \| ↘18 820 \| ↘18 749 \| ↘18 388 \| ↘17 991 \| \| 2014[15] \| 2015[16] \| 2016[17] \| 2017[18] \| 2018[19] \| 2019[20] \| 2020[21] \| 2021[22] \| 2023[1] \| \| ↘17 630 \| ↘17 389 \| ↘17 110 \| ↘16 892 \| ↘16 623 \| ↘16 435 \| ↘16 244 \| ↘15 770 \| ↘15 423 \| 10 000 20 000 30 000 40 000 1970 2000 2007 2012 2017 2023 |         |         |         |         |         |         |         |         |
| 1959 | 1970    | 1979    | 1989    | 1996    | 1998    | 2000    | 2001    | 2002    |
| 5358 | ↗12 387 | ↗23 211 | ↗30 478 | ↘24 900 | ↘24 100 | ↘23 800 | ↘23 600 | ↘20 867 |
| 2005 | 2006    | 2007    | 2008    | 2009    | 2010    | 2011    | 2012    | 2013    |
| ↘20 300 | ↘19 900 | ↘19 700 | ↘19 400 | ↘19 116 | ↘18 820 | ↘18 749 | ↘18 388 | ↘17 991 |
| 2014 | 2015    | 2016    | 2017    | 2018    | 2019    | 2020    | 2021    | 2023    |
| ↘17 630 | ↘17 389 | ↘17 110 | ↘16 892 | ↘16 623 | ↘16 435 | ↘16 244 | ↘15 770 | ↘15 423 |

На 1 января 2025 года по численности населения город находился на 766-м месте из 1124 городов Российской Федерации.
Половой состав
Численность населения, проживающего на территории населённого пункта, по данным Всероссийской переписи населения 2010 года, составляет 18820 человек, из них 8720 мужчин (46,3 %) и 10100 женщин (53,7 %).
Национальный состав
По итогам переписи населения 2020 года проживали следующие национальности (национальности менее 0,1 % и другое, см. в сноске к строке «Другие»):
| Национальность | Численность, чел. | Доля     |
| -------------- | ----------------- | -------- |
| Русские        | 11 248            | 71,33 %  |
| Украинцы       | 363               | 2,30 %   |
| Татары         | 134               | 0,85 %   |
| Белорусы       | 121               | 0,77 %   |
| Мордва         | 41                | 0,26 %   |
| Азербайджанцы  | 37                | 0,23 %   |
| Карелы         | 30                | 0,19 %   |
| Армяне         | 25                | 0,16 %   |
| Молдаване      | 23                | 0,15 %   |
| Саамы          | 22                | 0,14 %   |
| Другие         | 3726              | 23,62 %  |
| Итого          | 15423             | 100,00 % |

## Экономика
В городе развитая инфраструктура: гостиница, спортивный комплекс с плавательным бассейном, горнолыжная и лыжная трассы, санаторий-профилакторий, культурные и образовательные учреждения, краеведческий музей.
Основные виды экономической деятельности, представленные в Ковдорском районе — добыча полезных ископаемых, обрабатывающее производство, производство пищевых продуктов, сельское хозяйство, розничная торговля, транспорт и связь. Градообразующее предприятие — «Ковдорский горно-обогатительный комбинат», разрабатывающий железорудное Ковдорское месторождение (входит в Еврохим). Другое крупное предприятие города, «Ковдорслюда», в настоящий момент находится в стадии банкротства.
Распоряжением Правительства РФ от 29.07.2014 № 1398-р (ред. от 13.05.2016) «Об утверждении перечня моногородов» город включён в список моногородов Российской Федерации с наиболее сложным социально-экономическим положением.

## Туризм
В городе ежегодно 22 декабря проходит празднование Гиперборейского Нового года, направленное на развитие туризма.

## Достопримечательности
- «Ковдорский районный краеведческий музей»;
- Мемориальный комплекс «Защитникам Советского Заполярья»;
- «Городской Дворец культуры»;
- «Централизованная библиотечная система»;
- «Детская школа искусств»;
- Приход Храма Успения Пресвятой Богородицы.

## Средства массовой информации
- Общественно-политическая газета «Ковдорчанин»
- Автономная некоммерческая организация «Телерадиокомпания „Север“», телеканал «Первый Ковдорский» (Раньше "КовдорСКИТ").

#### Радиостанции
Всего в городе 2 радиостанции:
- 104,9 — Авторадио
- 107,0 — Европа Плюс

## Города-побратимы
- Салла[32]
- Хапаранда[32]

## Фотогалерея
- Один из въездов в город
- Улица Ленина
- Здания 2-й школы и почты, а также плакат в честь 55-летия города
- Памятник павшим воинам
- Здание клуба «Пирамида»